# José Altevir da Silva
Dom José Altevir da Silva, C.S.Sp. (Manacapuru, 30 de setembro de 1962) é um bispo católico brasileiro, nomeado em 9 de março de 2022 pelo Papa Francisco, bispo prelado de Tefé.

## Presbiterado
Altevir estudou Teologia no Instituto São Paulo de Estudos Superiores (Itesp), em São Paulo. Seus votos perpétuos foram professados em 1989, na capital paulista. Durante dois anos, fez estágio missionário na Nigéria. Sua ordenação presbiteral foi em 6 de dezembro de 1992, em Cruzeiro do Sul, pelas mãos de Dom Luís Herbst, bispo da Diocese de Cruzeiro do Sul. Também é formado em Psicologia pela Pontifícia Universidade Católica de Minas Gerais e já atuou como vigário em Minas Gerais e Roraima. Realizou trabalho com agricultores, acompanhou de perto o massacre de Corumbiara, na diocese de Ji-Paraná, ocasião que foi ponto de referência para as vítimas. Também foi formador na Congregação do Espírito Santo, que tem sede em São Paulo. Na Conferência dos Religiosos do Brasil (CRB), foi assessor na área de missiologia. De 2007 a 2012 foi assessor da Comissão Episcopal Pastoral para a Ação Missionária e a Cooperação Intereclesial da CNBB. Formado também em Fotografia, padre Altevir foi responsável por várias coberturas fotográficas na CNBB. Em 2012, foi eleito provincial da Província Espiritana no Brasil, e reeleito para a mesma missão em 2015, com mandato até 2 de fevereiro de 2018. No mesmo período, também atuou como coordenador da União das Circunscrições da América Latina (Ucal), formada por Grupos e Províncias dos espiritanos no continente.

## Episcopado
Dom José Altevir da Silva foi nomeado bispo de Cametá pelo Papa Francisco, em 27 de setembro de 2017.
Recebeu a ordenação episcopal no dia 16 de dezembro de 2017, em Cametá, sendo o Ordenante Principal: Dom Leonardo Ulrich Steiner, O.F.M., e os co-consagrantes: Dom Sérgio Eduardo Castriani, C.S.Sp. e Dom Frei Jesús María Cizaurre Berdonces, O.A.R., e tomou posse da diocese no mesmo dia. 

## Lema
Seu lema episcopal é "Audi, discat cum nuntio et gaudium viter, spes et caritas" ("Escuta, aprende e anuncia com alegria, esperança e caridade"). 